# Haus des arabischen Oud
Das Haus des arabischen Oud (arabisch بيت العود العربي, DMG Bait al-ʿŪd al-ʿarabī) wurde 1998 in Kairo von dem irakischen Oud-Spieler Naseer Shamma gegründet. Es ist die erste Schule, die sich dem Oud als Solo-Instrument widmet und sie verfügt über Zweigstellen in Abu Dhabi und Alexandria. Eine weitere Zweigstelle ist im algerischen Constantine geplant. Die Schule etablierte das erste weibliche Oud-Orchester mit zehn Spielerinnen, um die Präsenz von Frauen in der arabischen Musikwelt zu erhöhen.

## In der Literatur
Der Roman Le Traître, von Pierre Cormon, ist teilweise im Arabischen Oud-Haus in Kairo angesiedelt, wo es als 'Arabic Lute Institute' bezeichnet wird.